# Girls in Love
Girls in Love (Brasil: Garotas Apaixonadas ) foi uma série de drama adolescente britânica produzida pela Granada Television, que foi ao ar pelo ITV. É baseada no livro homônimo, ambos criados pela autora inglesa Jacqueline Wilson. A série teve duas temporadas exibidas de 2003 a 2005. E foi filmada em Manchester, Reino Unido.
A série fala sobre a vida de três garotas comuns, Lily, Magda e Nadja, cuja maior preocupação é tentar entender os garotos.

## Personagens principais
- Ellie / Lily (Olivia Hallinan)

É muito talentosa para desenhar. Conheceu Nadine aos 5 anos. Perdeu sua mãe quando era bem pequena, tem 14 anos e suas melhores amigas são Nadja e Magda. Seu pai se casou de novo, com uma mulher chamada Anna. No começo, Lily e Anna não se davam muito bem, mas depois começaram a se comportar como uma verdadeira família. Lily, no começo da série, tinha um conflito pessoal: apesar de ter 14 anos, nunca havia sido beijada e suas duas melhores amigas, Nadja e Magda, também jamais tinham beijado. Mas, durante as férias, ela conheceu um garoto chamado Dan. Ele gostou de Lily e ela também gostou dele, embora não quisesse admitir.
Os dois amigos viraram namorados, mas o namoro não deu certo, então Lily acabou o namoro com Dan. Quando conheceu a nova namorada de Dan, Zoey, ela ficou enciumada, porém logo conheceu Russell. Ele também desenhava muito bem e era muito bonito. Os dois namoraram por muito tempo, até Lily flagar Russell beijando Magda. Lily, com raiva, queria saber quem foi o culpado pelo beijo. Russell mentiu para Lily culpando Magda de o ter beijado, mas logo depois Lily descobriu a verdade e tudo voltou ao normal.
Lily terminou o namoro com Russell, mas depois de bastante tempo ela conheceu Dario, um garoto da sua escola. No início, ela e suas amigas queriam apenas provar que é possível um menino e uma menina serem amigos, sem nenhum tipo de atração além da amizade, mas Magda começou a gostar dele e Lily ficou com ciúmes. Darios e Magda começaram a namorar, mas logo terminaram. Lily começou a namorar Darios e Magda ficou triste no início, mas depois entendeu e voltou a ser amiga dela.
- Nadine / Nadja (Amy Kwolek)

É uma gótica, que é amiga de Lily e a conhece desde os 5 anos. No começo, parecia não ter muito juízo, pois namorava Lian, um garoto lindo, estiloso e rebelde, mas logo eles terminaram o namoro, pois ele queria apenas usá-la para se divertir. Ela ficou muito triste e passou muito tempo sem namorar ninguém. Sempre dá conselhos sensatos para Lily, mas esta sempre escuta Magda, que sempre diz algo extravagante ou exagerado para ela. Nadja tem o sonho de formar uma banda, ela sabe tocar violão. E não se dá bem com sua irmã mais nova, Natasha, ou, melhor dizendo, não se dá bem com toda a família.
- Magda (Zaraah Abrahams)

Ama garotos e ama fazer compras, é sempre extravagante e dá conselhos sempre exagerados para Lily, que parecem certos no início, mas quase sempre se mostram errados depois. Namorava Greg, mas o namoro não deu certo, pois o garoto dizia que Magda não sabia nada sobre ele e que os dois eram totalmente diferentes. Gosta muito de amarelo, então está sempre vestida com essa cor. Ela faz com que qualquer um fique aos seus pés e já gostou de um de seus professores, o Sr.Brith, embora ele já tivesse uma namorada. E já beijou Russell.

## Outros personagens
- Mark Allard (Ian Dunn): Pai de Lily, sua esposa morreu faz alguns anos, mas arranjou uma namorada com a qual logo se casou e teve um filho.
- Anna (Sam Loggin): Madrasta de Lily, muito compreensiva com ela, teve um filho com o pai da mesma.
- Russell (Adam Harvey): Ex-namorado de Lily, assim como ela, tem talento como desenhista, traiu Lily com Magda e logo depois saiu com ela mesmo tendo uma namorada.
- Liam (Nick Schofield): Ex-namorado de Nádia.
- Dan (Tom Woodland): Ex-namorado de Lily, depois arranjou outra namorada, Zoey.
- Natasha: Irmã de Nádia, apelidada de Chatasha.
- Dários (Alp Haydar): Namorava Magda, mas terminou com ela, logo depois namorou Lily, com quem terminou no final.
- Greg (Dale Barker): Ex-namorado de Magda, embora ele a amasse, terminaram porque ela não sabia nada sobre ele.
- Zoey: Nova namorada de Dan, vegetariana, no começo não gostava nem um pouco de Lily, depois se entenderam, mas não viraram amigas.
- Benedict: Irmãozinho de Lily, filho de Anna com o pai dela, apelidado de Eggs, pois se chama Benedict e Anna comia muitos "Eggs Benedict" em sua gravidez.